# Sofía Vergara
Sofía Vergara (ur. 10 lipca 1972 w Barranquilli) – kolumbijsko-amerykańska aktorka, komiczka, modelka, prezenterka telewizyjna i producentka.
Znana z roli Glorii Delgado-Pritchett w popularnym serialu stacji ABC Współczesna rodzina.

## Życiorys

### Rodzina i edukacja
Urodziła się w Kolumbii. Jej rodzicami są Julio Enrique Vergara Robayo i Margarita Vergara Dávila de Vergara. Ojciec aktorki pracuje w przemyśle mięsnym, a matka jest gospodynią domową. W 1998 jej starszy brat, Rafael, został zamordowany na ulicy w Bogocie. Jej młodszy brat, Julio, w kwietniu 2011 został aresztowany z powodu narkotyków, a 9 maja został deportowany ze Stanów Zjednoczonych. Przez bliskich nazywana jest „Toti”. 
Przez trzy lata studiowała stomatologię na Narodowym Uniwersytecie Kolumbii. Porzuciła naukę, kiedy nadarzyła się okazja do rozpoczęcia kariery w show biznesie. Przeniosła się do Miami, gdzie wyjechała razem z synem, matką i siostrą.

### Kariera zawodowa
Otrzymywała oferty pracy w telewizji oraz w modelingu. Wystąpiła w reklamie Pepsi. Od 1995 do 1998 była współprowadzącą programu Fuera de serie. Pozowała również w bikini do kalendarzy na lata 1998, 2000 i 2002.
Jest naturalną blondynką, ale w filmach i serialach farbuje włosy na ciemny kolor, aby bardziej przypominać Latynoskę. Vergara rozpoczęła współpracę ze stacją ABC. Od 2009 roku wciela się w rolę Glorii Delgado-Pritchett w sitcomie Współczesna rodzina. Dzięki tej roli zyskała ogromną popularność i zdobyła cztery nominacje do nagród Emmy (w latach 2010–2013).

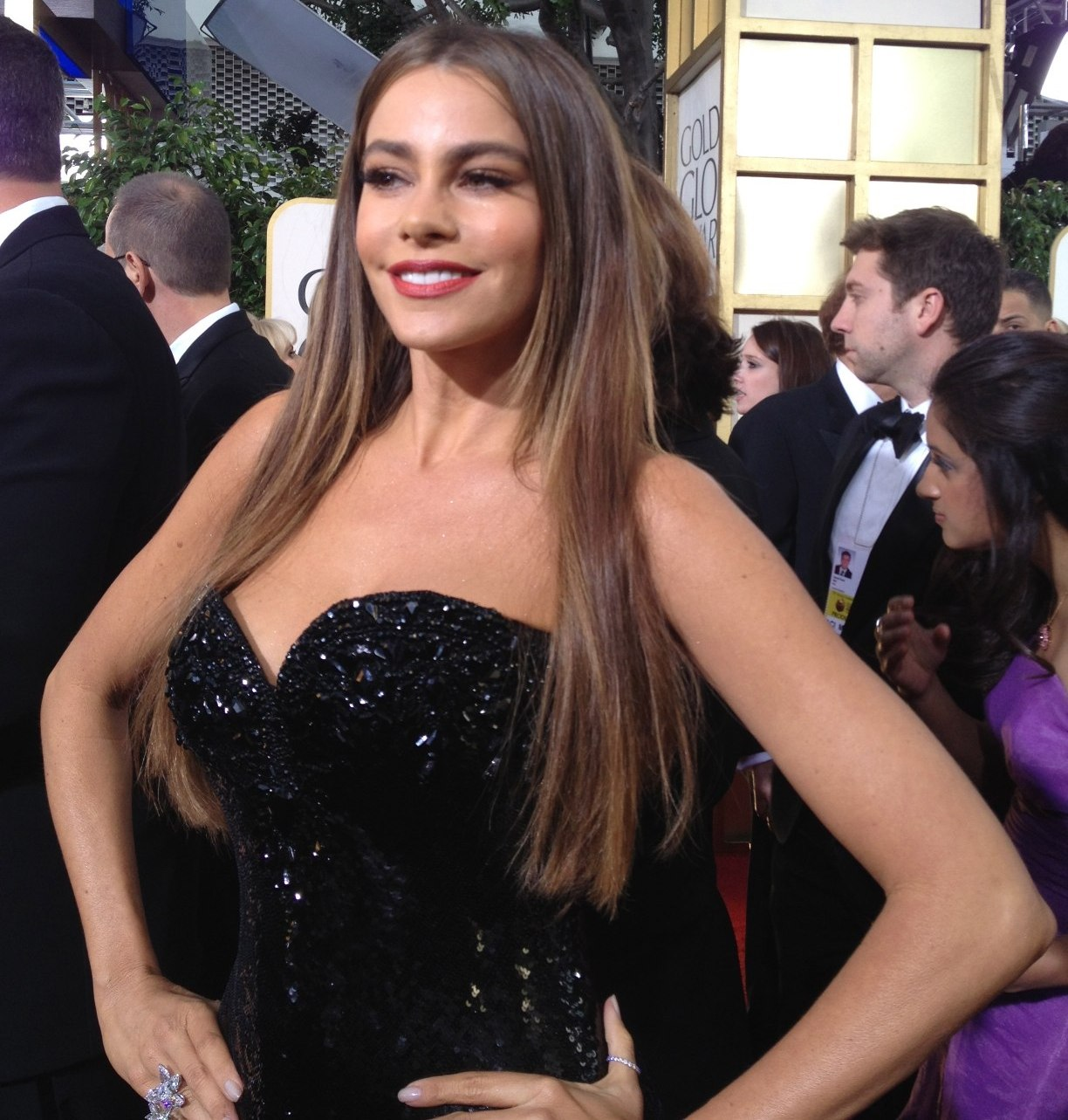
Vergara (2013)

W 2008 roku znalazła się na 62. miejscu listy Hot 100 magazynu „Maxim”. Jest powszechnie uważana za najbardziej wpływową Latynoskę w Hollywood. W kwietniu 2011 wystąpiła w reklamie Pepsi u boku Davida Beckhama. W 2020 została jedną z jurorek w programie rozrywkowym America’s Got Talent.

## Życie prywatne
W 1990 zawarła małżeństwo z Joem Gonzalezem, z którym ma syna, Manolo Gonzaleza-Ripolla (ur. 1991) i rozwiodła się w 1993. W 2012 zaręczyła się z amerykańskim przedsiębiorcą Nickiem Loebem, ale 23 maja 2014 poinformowała o odwołaniu zaręczyn. 22 listopada 2015 w Palm Beach poślubiła Joego Manganiello, z którym rozstała się w 2023.
W 2000 zdiagnozowano u niej nowotwór tarczycy. Została wyleczona, ale wciąż przyjmowała leki.

## Filmografia
| - 2002: Wielkie kłopoty jako Nina - 2003: Papi i dziewczyny jako Cici - 2004: 24 dzień jako Isabella - 2004: Soul Plane: Wysokie loty jako Blanca - 2005: Królowie Dogtown jako Amelia - 2005: Czterej bracia jako Sofi - 2006: Ugotowani jako Loridonna - 2008: Meet the Browns jako Cheryl - 2009: Madea Goes to Jail jako T.T. - 2011: Smerfy jako Odile - 2011: Sylwester w Nowym Jorku jako Ava - 2012: Głupi, głupszy, najgłupszy jako Lydia - 2013: Maczeta zabija jako Desdemona - 2013: Casanova po przejściach jako Selima - 2014: Szef jako Inez - 2015: Joker jako D.D. - 2015: Gorący pościg jako Daniella Riva - 2017: The Female Brain jako Lisa - 2017: Emotki. Film jako Flamenca (głos) - 2018: The Con Is On jako Vivien - 2018: Stano jako Angela Ramirez - 2018: Złe psy jako Rebecca | - 1995: Acapulco, cuerpo y alma jako Irasema - 1999: Słoneczny patrol jako ona sama - 2002: On, ona i dzieciaki jako Selma - 2004: Eve jako April Perez - 2004: Rodney jako Carmen - 2005: Specjalistki jako Lola Hernandez - 2007: Ekipa jako dziewczyna ze wsi - 2007: Amas de casa desesperadas jako Alicia Oviedo - 2007: Jak obrabować Micka Jaggera jako Esperanza Villalobos - 2007: Seks, kasa i kłopoty jako Sofia Montoya - 2008: Fuego en la sangre jako Leonora - 2008: Uwaga, faceci! jako Pilar Romero - 2009-2017: Współczesna rodzina jako Gloria Delgado-Pritchett - 2024: Griselda jako Griselda Blanco |
| - 2011: The Cleveland Show jako señora Chalupa - 2011: Happy Feet: Tupot małych stóp 2 jako Carmen - 2013: Głowa rodziny jako latynoska/piersiasta kobieta - 2013: Escape from Planet Earth jako Gabby Babblebrock | |

## Nagrody
- Nagroda Emmy
  - Nominacja: Emmy Najlepsza aktorka drugoplanowa w serialu komediowym
  - (2010) za rolę  Glorii Delgado-Pritchett w serialu Współczesna rodzina
- Nagroda Gildii Aktorów Ekranowych
  - Nominacja: SAG Najlepszy zespół aktorski w serialu komediowym lub musicalu
  - (2009) za Współczesna rodzina